# Detentore

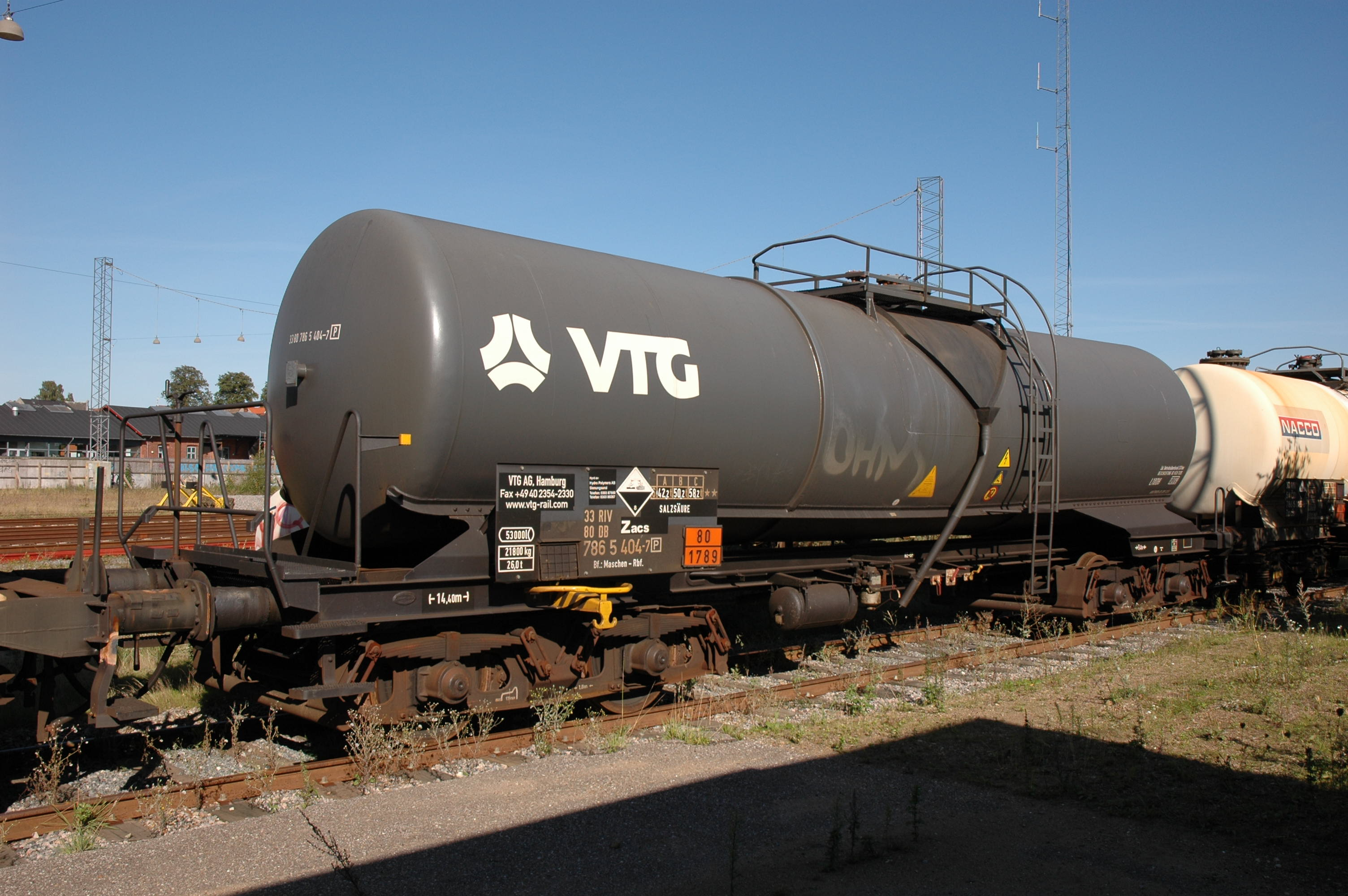
Ferrocisterna VTG nel 2006, allora immatricolata nel parco delle ferrovie tedesche DB

Nel trasporto ferroviario è chiamato detentore (in alternativa viene utilizzato, anche in Italia, il termine inglese keeper) un soggetto o entità che utilizza il veicolo come mezzo di trasporto ed è iscritto in quanto tale nel Registro di Immatricolazione Nazionale (RIN). Tale soggetto può essere il proprietario del veicolo o avere il diritto di utilizzarlo.

## Presenza e ruolo sul mercato
In accordo con la definizione, il detentore può essere indifferentemente un'impresa ferroviaria, un soggetto gestore dell'infrastruttura ferroviaria o un'entità terza rispetto ad essi.
In linea generale, il detentore è una società indipendente che possiede beni costituiti da veicoli ferroviari e deriva i suoi proventi dal noleggio degli stessi, ma sono dati casi sia di società di trasporto, sia di imprese ferroviarie che detengono ed utilizzano un parco veicoli di proprietà: è il caso di molte ferrovie regionali così come di alcuni operatori logistici intermodali.
In alcuni casi, inoltre, il detentore si limita al mero possesso ed alla disponibilità del veicolo, che gli viene ceduta con contratto di noleggio, rimanendo la proprietà in capo a Rolling Stock Companies (in gergo “RoSCo”), soggetti differenti che sovente fanno capo a società finanziarie o ad enti locali, che mettono a disposizione di detentori ed imprese ferroviarie veicoli con accordi di diversa natura, tipicamente basati su contratti di leasing.

### Trasporto merci
I detentori rappresentano una figura storicamente presente soprattutto nel settore del trasporto di merci, per la possibilità di trarre utili da un elevato numero di carri e per la forte specializzazione di alcune tipologie di questi veicoli, che rendeva poco conveniente alle grosse imprese ferroviarie dotarsi di parchi troppo eterogenei. Fra i carri disponibili a noleggio da parte dei detentori, le tipologie più diffuse sono:
1. cisterne per merci pericolose e prodotti alimentari
2. pianali porta autoveicoli
3. chiusi ad alta capacità
4. porta coils
5. intermodali superibassati
6. tramoggia per prodotti granulati e pulverulenti
7. per trasporti eccezionali

## Rapporti giuridici
Con l'entrata in vigore, il 1º luglio 2006, della convenzione relativa ai trasporti internazionali per ferrovia del 1999 (COTIF) sono state applicate nuove regole in materia di contratti di utilizzazione dei veicoli: conformemente alle CUV (norme uniformi relative ai contratti di utilizzazione dei veicoli nel traffico ferroviario internazionale) annesse alla stessa, i detentori di carri merci non sono più soggetti all'obbligo di immatricolare i loro carri presso un'impresa ferroviaria.
Il precedente accordo tra le imprese ferroviarie (Regolamento Internazionale Veicoli - RIV) ha dunque cessato di essere applicabile ed è stato in parte sostituito da un nuovo accordo privato volontario tra le imprese ferroviarie e i detentori di carri merci in virtù del quale questi ultimi sono responsabili della manutenzione dei propri carri. Tale accordo definisce obblighi e diritti del detentore in merito all'ammissione tecnica e manutenzione dei carri, le iscrizioni presenti sul carro anche al fine della sua identificazione, il diritto di disposizione del detentore.
In base a quest'ultimo aspetto ciascun detentore può definire al suo interno un soggetto, definito disponente che gestisce la disponibilità dei veicoli in base alle richieste del mercato ed alle necessità connesse con le operazioni di manutenzione preventiva e correttiva.

## Identificazione ed immatricolazione

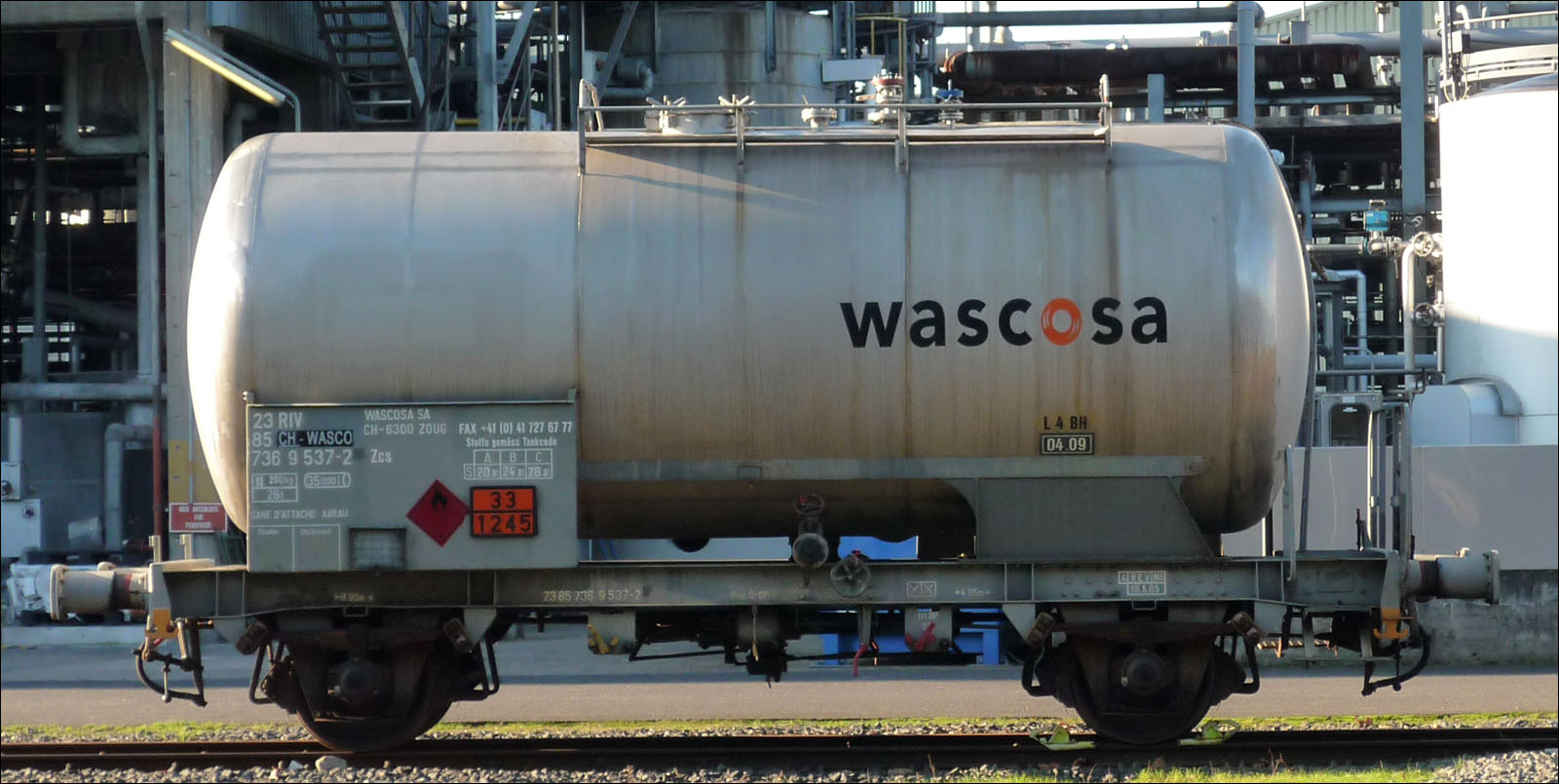
Ferrocisterna Wascosa: è visibile l'identificativo VKM "WASCO"

In base alle convenzioni stipulate in sede UIC, ogni veicolo ferroviario è dotato di un codice identificativo univoco; in Europa le caratteristiche di tale codice sono definite dall'ERA (European Railway Agency) che mantiene un elenco aggiornato di tutti i detentori che operano sul continente.
Nell'ambito del sistema unificato di marcatura dei veicoli ferroviari, il detentore è univocamente determinato attraverso il Vehicle Keeper Marking (VKM), un codice alfanumerico da 2 a 5 caratteri che segue, separato da un trattino, l'identificativo dello stato di immatricolazione del veicolo.
A livello internazionali alcune convenzioni, come quelle definite dal Bureau International des Containers et du Transport Intermodal (B.I.C.) definiscono inoltre convenzioni particolari per l'identificazione di unità di trasporto quali carri, casse mobili e container; negli Stati Uniti d'America tali convenzioni prevedono ad esempio l'apposizione di una sigla alfanumerica composta da un prefisso da 2 a 4 cifre denominato reporting marks seguito da un numero lungo fino a 6 cifre. Il reporting marks indica il detentore e termina con una “X” ad indicare la proprietà di un'impresa privata. Da qui la “X” finale mantenuta nel nome di alcuni detentori, come i già citati GATX o TOUAX, che pur operano anche in altre aree del mondo.
Come previsto dalla direttiva 2008/110/CE del Parlamento europeo e del Consiglio del 16 dicembre 2008, che modifica la precedente direttiva 2004/49/CE (direttiva sulla sicurezza delle ferrovie), allo scopo di rendere più agevole la certificazione di sicurezza delle imprese ferroviarie, sono stati in seguito definiti e formalizzati a livello europeo i concetti di "detentore" e "soggetto responsabile della manutenzione" (ECM - Entity in Charge of the Maintenance) precisando i rapporti tra tali soggetti e le imprese ferroviarie.

## Alcuni esempi
Nella sola Europa i carri privati sono circa 210.000 e fanno riferimento a circa 350 aziende; la quasi totalità delle merci pericolose per ferrovia (96%) sono trasportate da carri privati.
Fra i detentori di maggiori dimensioni figura GATX, società multinazionale attiva in nord America, India ed Europa; in quest'ultima area GATX, attraverso la filiale di Vienna, noleggia 20.000 carri detenendo (2009) il 22% del mercato europeo.
Un altro detentore di grandi dimensioni che ha quale core business il noleggio di veicoli merci è la svizzera AAE, che nel 2011 possedeva una flotta di circa 30.000 carri ferroviari, con età media di 11,5 anni, per un valore di mercato di 1,4 miliardi di euro.
Nell'elenco dei maggiori detentori per numero di carri noleggiati figurano, sempre in Europa, VTG (specializzata in ferrocisterne, il cui parco ha negli anni integrato quello di numerose imprese nazionali e internazionali fra le quali L'Ausiliare, SoGeTank e la stessa AAE), SITFA (veicoli per trasporto autovetture), Touax e Wascosa.
Un'altra diffusa tipologia di detentori è rappresentata dalle aziende di trasporti e spedizioni che in luogo di noleggiare carri possiedono parchi propri. È il caso ad esempio di Monfer (filiera dei cereali) ed Ambrogio (trasporto con casse mobili).